# Stropharia dorsipora
Stropharia dorsipora är en svampart som tillhör divisionen basidiesvampar, och som beskrevs av Fernando Esteve-Raventós och José María Barrasa. Stropharia dorsipora ingår i släktet kragskivlingar, och familjen Strophariaceae. Enligt den finländska rödlistan är arten starkt hotad i Finland. Arten är reproducerande i Sverige. Artens livsmiljö är betesmark med träd.